# Krieg der Seelen
Krieg der Seelen (englischer Originaltitel: Surface Detail), erschien 2010 als vorletzter Science-Fiction-Roman aus dem Kultur-Zyklus von Iain M. Banks.

## Inhalt
Jede Zivilisation, die über den Punkt des Malens an Höhlenwänden hinaus kommt, entwickelt irgendwann die Idee der Seele. Je älter die Zivilisation, desto präziser werden diese Vorstellungen, bis sie sich irgendwann wieder auflösen, oder aber derart verfestigen, dass die Existenz dieser Vorstellung substantiell mit der Identität der jeweiligen Kultur verschmilzt. Eine Aufgabe dieser Idee kommt dann einem Aufgeben der eigenen Spezies-Identität gleich. Interessant wird diese Geschichte, wenn die Möglichkeit der dynamischen Bewusstseinsspeicherung hinzukommt und virtuelle Realitäten in hoher Qualität herstellbar werden. Jede Zivilisation, die die Idee der Seele nicht völlig aufgegeben hat, kommt in Versuchung, ihren Verstorbenen zumindest die Möglichkeit des Paradieses als postmortale Virtuelle Realität anzubieten. Ethisch weniger avancierte Spezies glauben aber, auch das Negativszenario, die Hölle, im Angebot haben zu müssen. Wenn sich schließlich die Himmel und die Höllen galaxieübergreifend vernetzen, ist eine höchst brisante Gemengelage zu erwarten. 
Seit etlichen Jahrzehnten tobt ein offizieller, virtueller Krieg zwischen Höllenbefürwortern und ihren Gegnern. Nun drohen letztere den Krieg zu verlieren und beschließen – wider alle Abmachungen – die Auseinandersetzung in die Realwelt zu verlagern. Dieser prekäre Umschlagpunkt bildet das erzählerische Fundament des Krieges der Seelen. 
Das Buch hat keine einheitliche Erzählperspektive. In 29 durchnummerierten Kapiteln plus einem Epilog werden die Ereignisse wiedergegeben. Immer wieder wechselnde Blenden auf verschiedene Protagonisten strukturieren den Text. Nach einigen Kapiteln richten sich diese Perspektiven auf den Kulminationspunkt hin aus – die angestrebte reale Zerstörung der Höllen und die Ermordung des wichtigsten Höllenmanagers. 
In der Folge die wichtigsten Protagonisten und ihre Sicht auf die Dinge:
Lededje Y’breq, eine Sichultianerin aus dem Quyn System, ist etwas Besonderes. Als Intaglierte (= tätowiert bis auf die molekularen Strukturen hinab) wurde sie lebenslang als Besitz gekennzeichnet. Ihr Besitzer ist Joiler Veppers, ehemals betrügerischer Geschäftspartner ihres Vaters und der reichste und mächtigste Mann des sichultianischen Enablement. Nach einem Fluchtversuch von Lededje, bei dem sie Veppers die Nasenspitze abbeißt und verschluckt, bringt der sie wutentbrannt um. 
An dieser Stelle kommt Himerance ins Spiel. Der Avatar des Kulturschiffes Meine Wenigkeit, ich zähle, hat Lededje ohne ihr Wissen mit einer neuralen Borte (dynamischer Bewusstseinsspeicher und Kommunikationstool der Kultur) versehen. Sie hatte ihm einen Gefallen erwiesen und er sollte sie dafür überraschen. Das war ihm gelungen. Eben noch tot, erwacht die Intaglierte an Bord der Vernunft inmitten von Wahnsinn, Scharfsinn bei Aberwitz. Dieses extrem konservative Kulturschiff hat den Notimpuls der Borte aufgefangen und Lededje nach ihrem gewaltsamen Tod einen neuen physischen Körper wachsen lassen – allerdings ohne ihre Intaglien. 
Nach ihrer Wiedererweckung hegt Led berechtigtes Interesse daran, sich an ihrem Mörder zu rächen und ihn seinerseits ins Jenseits zu befördern. Andere Vergeltungsmaßnahmen kommen wegen Veppers' privilegierter Stellung nicht in Frage. Für ihre Rückkehr ins sichultianische Enablement organisiert sich Led mit erheblichen Schwierigkeiten einen Lift auf der Allgemeinen Angriffseinheit Aus dem Rahmen normaler moralischer Restriktionen fallend. Deren Avatar Demeisen, ein zynischer Freak, legt großen Wert auf die Feststellung, kein Taxi zu sein, soll aber überraschenderweise in dieser Ecke etwas erledigen, und wenn es sich eben gerade ergibt ...
Yime Nsokyi, gehört zu Quietus, eine Untergruppe von Kontakt, der diplomatischen Einheit der Kultur. Die Mitglieder von Quietus verhalten sich auf besondere Weise ernsthaft und pietätvoll, so verweigert sich Nsoky allen neuralen Erweiterungen und nutzt ihre Drogendrüsen aus Prinzip niemals. Ihre Aufgabe ist es, Led abzufangen und sie an der Ermordung Veppers’ zu hindern. Im Übrigen gelingt es Led nicht, Veppers umzubringen. Der Mann, von dem sich herausstellt, dass er in den letzten Jahrzehnten 70 % der galaktischen Höllen als Subunternehmer betrieben hatte, findet trotzdem sein angemessenes Ende – ironischerweise durch eine Art mobiler, intelligenter Tätowierung.
Verflochten mit dem Handlungsstrang Led/Veppers ist die Geschichte von Prin, einem Pavuleaner, der mit seiner Freundin Chay die Hölle seiner eigenen Zivilisation infiltriert, um nach erfolgreicher Rückkehr deren Existenz zu bezeugen und für deren Abschaffung zu kämpfen. Die detaillierten Schilderungen des Höllenalltags lassen Dantes Inferno wie einen Grundschulausflug erscheinen. Bei der Rückkehr in die Realwelt schafft nur Prin den Durchgang und muss seine Partnerin zurücklassen. Von nun an werden ihrer beider Perspektiven getrennt geschildert. Sie kämpft mit höchst bescheidenen Mitteln in der Hölle gegen den Höllenfürsten, während er außerhalb gegen die wahren Schuldigen, die bigotten Höllenbefürworter, agiert. Nach der Zerstörung der Höllen ist es Chay psychisch unmöglich in die Realität zurückzukehren. Sie bleibt dauerhaft in der virtuellen Realität.
Quer zu diesen beiden Textsträngen wird illustrativ die Geschichte des Soldaten Vatueil erzählt. Von Beginn an kämpft er im virtuellen Krieg auf Seiten der Anti-Höllen-Fraktion und arbeitet sich vom einfachen Gefreiten bis zum dekorierten, einflussreichen Stabsoffizier hoch. Beim Umschlagen des virtuellen Krieges in einen realen wird er jedoch ungewollt zum Verräter seiner Sache. Ganz zum Schluss stellt sich gar heraus, dass er für Kenner der „Kultur-Romane“ von Iain Banks ein alter Bekannter ist – Cheradenine Zakalwe oder zumindest eine glaubwürdige Kopie seines Bewusstseins.

## Zusammenhang innerhalb des Kultur-Zyklus
Die Kultur als Ganzes bildet lediglich die Folie, auf der sich der Krieg der Seelen abbildet. Am virtuellen Krieg ist Die Kultur offiziell nicht beteiligt. Mit Quietus wird uns allerdings eine neue Kontakt Sektion, neben den bekannten und etablierten Besondere Umstände vorgestellt, die sich mit allem Jenseitigen befassen soll. Andere Zivilisationen der Stufe 7 bis 8, also der am höchsten entwickelten, sind aber sowohl bei den Befürwortern wie bei den Gegnern aktiv. Banks nutzt die Aktivitäten seiner Figuren um Betrachtungen über Moral, Gewalt, Identität und Politik anzustellen. Die Verquickungen der einzelnen Protagonisten in diesen Konflikt zieht Die Kultur allmählich tiefer in die Auseinandersetzung hinein. Die verschiedenen Philosophien der Kultur-Gehirne, die unsägliche Argumentation von Höllenbefürwortern, Probleme bei der Rechtfertigung von Krieg und Pazifismus werden in den einzelnen Handlungssträngen beleuchtet. 
Der Strang Lededje/Veppers umfasst weitestgehend Fragen nach der moralischen Bewertung von Eigentum und Besitz und den daraus erwachsenden Herrschaftsverhältnissen.
Auf der Handlungsebene Prin/Chay wird die universelle Neigung autoritärer Charaktere zu exzessiver Gewalt und Bigotterie abgebildet.
Mit Vatueil – die Inkarnation des Krieges schlechthin – wird dem Leser die Gestalt des ewigen Soldaten und seine Denkweise präsentiert. Verknüpft mit dieser eigentlich schlichten Figur werden elementare Fragen der Identität gestellt. Was geschieht mit einem Bewusstsein, wenn es weiß, dass zeitgleich Dutzende, ja hunderte Kopien seiner selbst an verschiedensten Orten mit verschiedensten Zielen aktiv sein können? Lassen sich diese Sekundärpersönlichkeiten wieder integrieren, und wenn ja, mit welchen Folgen? Fragen, auf die das Buch nicht unbedingt klare Antworten formuliert, aber eine gute Frage selbst ist ja oft Anregung genug.